# 卡维苏里亚纳加尔
卡维苏里亚纳加尔（Kavisuryanagar），是印度奥里萨邦Ganjam县的一个城镇。总人口16092（2001年）。

## 人口
该地2001年总人口16092人，其中男性8301人，女性7791人；0—6岁人口2111人，其中男1089人，女1022人；识字率62.48%，其中男性为71.67%，女性为52.70%。